# Marissa Bode
Marissa Bode (ur. 28 sierpnia 2000 w Mazomanie, Wisconsin) – amerykańska aktorka.

## Życiorys
Marissa urodziła się 28 sierpnia 2000 roku w miejscowości Mazomanie w stanie Wisconsin. W wieku 11 lat stała się niepełnosprawna w wyniku wypadku samochodowego i od tamtej pory porusza się na wózku inwalidzkim.
Marissa ukończyła American Musical and Dramatic Academy.

## Kariera
Od ósmego roku życia Marissa występowała na scenie w lokalnych produkcjach, takich jak Little Shop of Horrors, Piotruś Pan i Mary Poppins. W 2021 roku Marissa Bode napisała, wyreżyserowała i wyprodukowała swój pierwszy film krótkometrażowy pt. You're Adorable.
W 2022 roku ogłoszono, że zagra Nessarosę Thropp, siostrę Elfaby, w filmowej adaptacji musicalu Wicked. Tym samym przeszła do historii, jako pierwsza osoba na wózku inwalidzkim, która wcieliła się w tę postać. Marissa Bode była podekscytowana swoją rolą i możliwością reprezentowania niepełnosprawnych kolorowych kobiet w filmie.

## Życie prywatne
Po ukończeniu American Musical and Dramatic Academy Marissa przeprowadziła się do Los Angeles. Od września 2023 roku jest w związku z jej partnerką, Lauren Brooks.

## Filmografia
- 2013: Carsleepers jako Cassie Hairston
- 2019: No Roles Written jako Kalliope
- 2021: You're Adorable (scenariusz, reżyseria i produkcja)
- 2024: Wicked jako Nessarose Thropp
- 2025: Wicked: For Good jako Nessarose Thropp[9]